# Полтавка (Актюбинская область)
Полтавка (каз. Полтавка) — село в Мартукском районе Актюбинской области Казахстана. Входит в состав Байтурасайского сельского округа. Код КАТО — 154635400.

## Население
В 1999 году население села составляло 546 человек (255 мужчин и 291 женщина). По данным переписи 2009 года, в селе проживало 478 человек (232 мужчины и 246 женщин).